# Svemu dodje kraj
Svemu dodje kraj (en croat "Aquí és on s'acaba tot") és una pel·lícula dramàtica de ficció criminal estrenada el 2024 dirigida per Rajko Grlić. L'escriptor croat Ante Tomić va escriure el guió amb Grlić.
La producció internacional es comparteix entre l'estudi croat Interfilm, l'estudi búlgar RRF International, l'estudi bosnià Oktavijan, l'estudi turc Saudade film, l'estudi serbi West End Production i l'estudi montenegrí ABHO.
La pel·lícula es va inspirar en la novel·la de Miroslav Krleža Na rubu pameti (No jugo més), publicada l'any 1938.
L'estrena mundial de la pel·lícula va tenir lloc al 71è Festival de Cinema de Pula l'11 de juliol de 2024. La pel·lícula es va estrenar als cinemes el 26 de setembre de 2024.

## Argument
L'advocat d'èxit de Zagreb Maks Pinter (Živko Anočić) s'enfronta a un client poderós, Dinko Horvat (Isaković), un dels empresaris croats més rics del país. A causa d'aquest conflicte, ho perd tot, però es nega a rendir-se. Juntament amb la seva estimada de la infància, Nina Štefančić (Jelena Đokić), i antics empleats privats dels seus drets, liderats per una representant sindical (Ksenija Marinković), s'embarca en una campanya de represàlia. D'altra banda, ningú en aquesta història és completament innocent.

## Repartiment
- Živko Anočić : Maks Pinter, un advocat de Zagreb
- Jelena Djokić : Nina Štefančić
- Boris Isaković : Dinko Horvat, el client de Pinter
- Janko Popović Volarić
- Emir Hadžihafizbegović
- Srđan Grahovac
- Katarina Bistrović-Darvaš
- Ksenija Marinković : representant sindical
- Marina Redžepović
- Anjela Nedyalkova
- Anita Schmit
- Doris Šarić-Kukuljica
- Siniša Ružić
- Dejan Đonković